# Darío Cioni
Darío David Cioni (2 de diciembre de 1974, Reading, Inglaterra) es un ciclista británico, aunque con pasaporte italiano, que fue profesional entre 2000 y 2011.

## Biografía

### Trial y Mountain Bike
Cioni comenzó su carrera como profesional del Trial a la edad de 19 años.  Enseguida consiguió éxito con la victoria en el Campeonato Italiano de Invierno y el segundo lugar en la Copa de Italia y Campeonato Italiano. Seleccionado para representar a Italia en el Campeonato del Mundo, Dario Cioni acabado décimo. Continuó con resultados similares a través de su carrera en la modalidad de mountain bike, con cinco participaciones en la Copa del Mundo destacando el segundo puesto en el de St. Wendel en 1996.

### Ruta
En 2001, Cioni fue fichado por el Mapei, junto a Filippo Pozzato, Fabian Cancellara, Michael Rogers y Charles Wegelius. En su primera temporada, Cioni ganó una etapa del Tour de Eslovenia y fue segundo en una etapa del Tour de Normandía. También corrió su primera Vuelta a España. En 2001, Cioni ganó su primera carrera, la Vuelta Minho en Portugal. Cioni fichó por el Fassa Bortolo en 2003, donde fue utilizado como gregario de Alessandro Petacchi. Mientras que Petacchi tuvo una exitosa temporada, Cioni no tuvo resultados muy notables. 
Fue en 2004 donde Cioni mejoró sus habilidades en la contrarreloj y en las etapas de montaña. Después de un prometedor Tour de Romandía, donde terminó quinto en la general, Cioni terminó cuarto en el Giro de Italia y después de este resultado conseguiría un tercer puesto en la Vuelta a Suiza. Cioni fue elegido para representar a Italia en el Campeonato Mundial de Ciclismo, sin embargo, no se le permitió correr cuando registró un nivel de hematocrito superior al 50%. Cioni aunque era consciente de su nivel de hematocrito elevado originado de forma natural, no pudo obtener una exención personal. La UCI otorgó un certificado de exención a Cioni, con un nivel personal, después de nuevas pruebas en octubre de 2004. En 2005, Cioni se trasladó a la recién formada Liquigas-Bianchi, donde a pesar de ser uno de los líderes del equipo y, por tanto, liberado de las funciones de gregario, no tuvo éxitos notables. Lo mejor de Cioni en este equipo fue un segundo lugar en la cuarta etapadel Giro de Italia, el tercer lugar en el Campeonato de Italia de ciclismo contrarreloj de 2005 y un sexto lugar en la general del Tour de Romandía. En 2007, Cioni se trasladó a Bélgica para fichar por el equipo UCI ProTour del Predictor-Lotto. Su primera victoria con este equipo se produjo cuando logró la primera etapa de la Vuelta a Andalucía, superando en el esprint a su compañero de escapada Antón Luengo.

## Palmarés
1997
- 1 etapa del Tour de Olympia

2000
- 1 etapa del Tour de Eslovenia

2001
- Tour de Miño, más 1 etapa

2004
- Campeonato de Italia Contrarreloj

2006
- 3.º en el Campeonato de Italia Contrarreloj

2007
- 1 etapa de la Vuelta a Andalucía

## Resultados en Grandes Vueltas

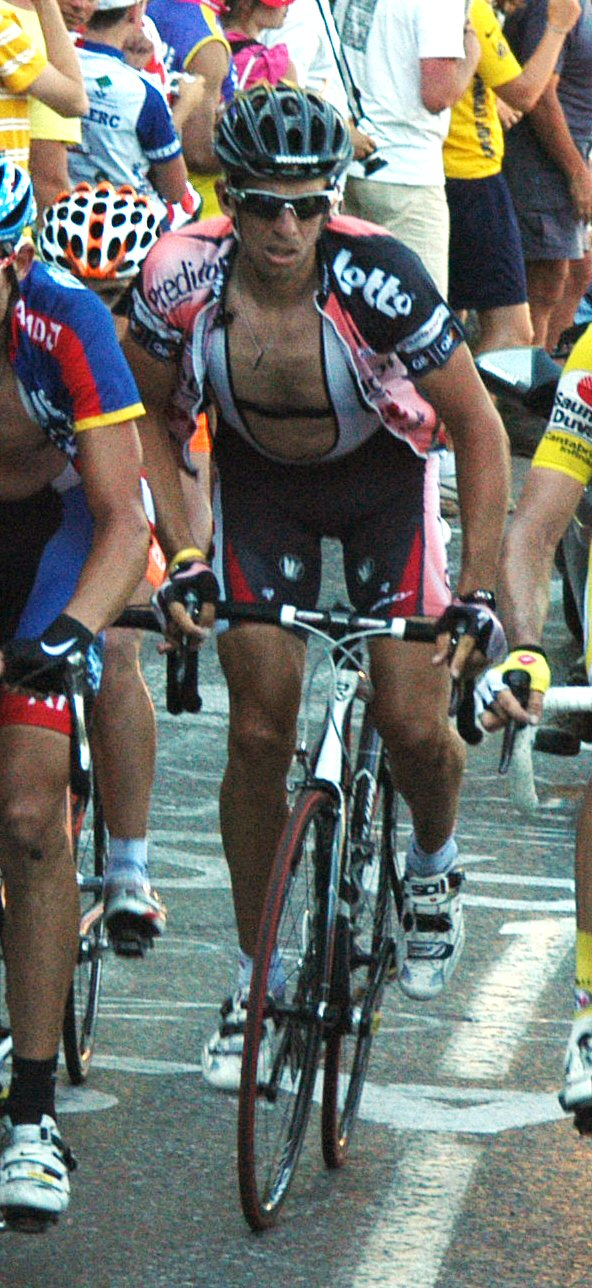
Dario Cioni en el Tour de Francia 2007.

| Carrera | Carrera         | 2000 | 2001 | 2002 | 2003  | 2004 | 2005 | 2006 | 2007 | 2008 | 2009 | 2010 | 2011  |
| ------- | --------------- | ---- | ---- | ---- | ----- | ---- | ---- | ---- | ---- | ---- | ---- | ---- | ----- |
|         | Giro de Italia  | —    | —    | 29.º | F. c. | 4.º  | 13.º | 86.º | 33.º | —    | 47.º | 17.º | 76.º  |
|         | Tour de Francia | —    | —    | —    | 79.º  | —    | 54.º | —    | 56.º | 81.º | —    | —    | —     |
|         | Vuelta a España | 90.º | 35.º | 55.º | —     | 52.º | —    | 38.º | —    | —    | —    | —    | 145.º |

―: no participa
Ab.: abandono
F. c.: fuera de control

## Equipos

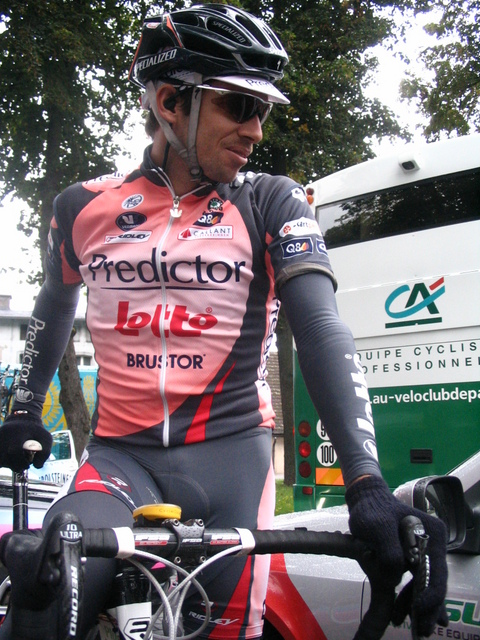
Dario Cioni.

- Mapei-Quick Step (2000-2002)
- Fassa Bortolo (2003-2004)
- Liquigas (2005-2006)
- Lotto (2007-2008)
  - Predictor-Lotto (2007)
  - Silence-Lotto (2008)
- ISD (2009)
- Sky Procycling (2010-2011)